# Herbert Huppert
Herbert Eric Huppert (Sydney, 26 de novembro de 1943) é um geofísico australiano que mora no Reino Unido. É professor da Universidade de Cambridge.
Foi eleito membro da Royal Society em 1987.
Recebeu o Prêmio Arthur L. Day de 2005. Recebeu a Medalha Real de 2020.